# Polygrammodes farinalis
Polygrammodes farinalis là một loài bướm đêm trong họ Crambidae. Nó sống ở Sao Pablo, Brazil.